# Jean Van Houtte
Jean Marie JosephVan Houtte báró (Gent, 1907. március 17. – Brüsszel, 1991. május 23.) belga politikus és államférfi, Belgium miniszterelnöke 1952–54 között.

## Élete
Gent városában született és a helyi egyetemen végezte jogi tanulmányait. A doktori fokozat megszerzése után a genti és a liège-i egyetemen is oktatott. A Belga Keresztényszocialista Párt (PSC-CVP) politikusaként 1949 és 1968 között a belga felsőház tagja volt.
1950-ben pénzügyminiszteri posztot kapott Jean Duvieusart, majd utána Joseph Pholien (1950–1952) kormányaiban. 1952. január 15-én a leköszönő Pholien után alakította meg saját kormányát. Kormányzati ideje alatt éles vita zajlott Belgiumban a kötelező katonai szolgálatról, illetve annak hosszáról, valamint a második világháborúban a nácikkal való kollaborálás vádjával elítélt személyek megítéléséről. A korabeli belga közvéleménnyel ellentétesen Van Houtte igen enyhe bánásmódot támogatott. A kormány helyzetét egy gazdasági világválság is tovább nehezítette.
1958 és 1961 között, ismét pénzügyminiszterként, helyett kapott Gaston Eyskens kormányában, illetve Belgium képviselője a Világbank kormányzótanácsában. 1966-ban államminiszterré nevezték ki, 1970-ben pedig nemesi címet kapott I. Balduin belga királytól.
1993-ban Brüsszelben halt meg.

## A Van Houtte-kormány tagjai
| Miniszteri tiszt                        | Név                    | Párt         |
| --------------------------------------- | ---------------------- | ------------ |
| Miniszterelnök                          | Jean van Houtte        | CVP          |
| Külügyminiszter                         | Paul Van Zeeland       | PSC          |
| Közlekedésügyi miniszter                | Paul-Willem Segers     | CVP          |
| Közmunkaügyi miniszter                  | Oscar Behogne          | PSC          |
| Közoktatási miniszter                   | Pierre Harmel          | PSC          |
| Közegészségügyi és családügyi miniszter | Alfred de Taeye        | CVP          |
| Gyarmatügyi miniszter                   | André Dequae           | CVP          |
| Honvédelmi miniszter                    | Etienne De Greef       | pártonkívüli |
| Külkereskedelmi miniszter               | Joseph Meurice         | PSC          |
| Munka és szociális miniszter            | Geeraard Van Den Daele | CVP          |
| Mezőgazdasági miniszter                 | Charles Héger          | PSC          |
| Pénzügyminiszter                        | Albert-Edouard Janssen | CVP          |
| Gazdasági és vállalkozási miniszter     | Jean Duvieusart        | PSC          |
| Igazságügyminiszter                     | Joseph Pholien         | PSC          |
| Belügyminiszter                         | Ludovic Moyersoen      | CVP          |
| Újjáépítési miniszter                   | Albert Coppé           | CVP          |

## Fordítás
- Ez a szócikk részben vagy egészben  a   Jean Van Houtte című angol Wikipédia-szócikk fordításán alapul.  Az eredeti cikk szerkesztőit annak laptörténete sorolja fel. Ez a jelzés csupán a megfogalmazás eredetét és a szerzői jogokat jelzi, nem szolgál a cikkben szereplő információk forrásmegjelöléseként.